# Samuël Snouck van Loosen
Samuël Snouck van Loosen (Leiden, 29 januari 1766 - aldaar, 27 mei 1839) was een Nederlandse politicus.
Snouck van Loosen, geboren als Snoeck en zoon van de Leidse regent mr. Matthijs Snoeck en Antonia Marcus, was aanvankelijk militair en als luitenant-ter-zee werkzaam bij de Marine. Hij werd firmant van koopmanschap en haringrederij Gebroeders Haak, een firma die zich ook bezighield met slavenhandel. In zijn geboorteplaats vervulde Snouck van Loosen regentenfuncties: hij was lid van de vroedschap en schepen van de stad. Na zijn huwelijk met de Enkhuizer regentendochter Cornelia Petronella van Loosen voegde hij de naam van zijn echtgenote van Loosen aan zijn eigen, overigens wel iets gewijzigde, naam toe. Vanaf dat moment ging hij zich dus Snouck van Loosen noemen.
Hij was buitengewoon lid van de dubbele vergadering van de Staten-Generaal der Verenigde Nederlanden (8 tot 19 augustus 1815) die moest beslissen over de grondwet van 1815.
In de beginperiode van het Koninkrijk der Nederlanden was Snouck van Loosen van 1815 tot 1816 lid van de Tweede Kamer.
Het echtpaar Snouck van Loosen had zes dochters, waarvan er twee op jonge leeftijd overleden. Geen van hen liet nakomelingen na. De naam Snouck van Loosen is in Enkhuizen blijven voortleven, omdat het familievermogen, na het overlijden van de laatste dochter, Margaretha Maria, werd ondergebracht in het Snouck van Loosen Fonds, dat aangewend moest worden tot heil van de Enkhuizer bevolking. Met dit vermogen is o.a. het Snouck van Loosenpark aangelegd in Enkhuizen.
Snouck van Loosen was ridder in de Orde van de Nederlandse Leeuw.

## Trivia
- Zijn schoonzoon jhr.mr. Pieter Opperdoes Alewijn is, evenals zijn schoonvader, lid geweest van de Tweede Kamer (1847-1849).